# Robert Annis
Robert Annis (Saint Louis, Missouri, 1928. szeptember 5. – Saint Louis, 1995. március 31.) amerikai labdarúgó, hátvéd.

## Karrierje
A fellelhető információk szerint klubjával, a St. Louis Simpkins-Forddal legalább kétszeres amerikai bajnok (1948, 1950). Itt legalább 1950-ig játszott.
A válogatottal 1948-ban részt vett a nyári olimpián, azonban itt egyetlen percet sem játszott. Egyetlen válogatottságát még ebben az évben szerezte, egy Izrael elleni barátságos meccs alkalmával. Szintén részt vett az 1950-es vb-n, azonban itt sem játszott.
1995-ben hunyt el, ebben az évben egyébként beválasztották az amerikai labdarúgó-hírességek csarnokába is.